# Head in the Clouds (Festival)
Das Head in the Clouds ist ein seit 2018 jährlich stattfindendes Musikfestival, welches ursprünglich in Los Angeles ausgetragen wurde und später nach Pasadena umzog.
Im Jahr 2022 fanden zwei Festivalableger in Indonesien und auf den Philippinen statt. Im Mai 2023 wurde ein Ableger in New York City ausgerichtet. Veranstalter ist das Label 88rising.
Auf dem Musikfestival spielen Solo-Künstler und Bands aus den Genres Hip-Hop, Rap, R&B und Pop, wobei die Künstler allesamt asiatische Wurzeln haben.

## Hintergrund
Im Jahr 2015 gründeten Jaeson Ma und Sean Miyashiro das Musikkollektiv und Management-Unternehmen 88rising mit dem Ziel, Musiker mit asiatischen Wurzeln zu repräsentieren. Im Laufe der nächsten zwei Jahre managte 88rising eine Anzahl an Rappern mit asiatischen Wurzeln auf Hinblick der Gründung eines Hip-Hop-Kollektivs.
Das erste Konzert des Kollektivs um Joji, Rich Brian und Keith Ape fand im Jahr 2017 in Los Angeles statt, wobei die Higher Brothers als Vorgruppe ihren Auftritt von Chengdu aus live streamten. Im Februar des Folgejahres ging das Kollektiv schließlich auf eine ausgedehnte Konzertreise.

## Festivalgeschichte
Die Erstaustragung des Head in the Clouds fand am 22. September des Jahres 2018 auf dem Gelände des State History Parks in Los Angeles statt.
Das erste Festival-Lineup bestand unter anderem aus Joji, Rich Brian, Keith Ape, den Higher Brothers, Niki und Dumbfoundead. Außerdem absolvierte der japanische Rapper Kohh sein erstes Konzert in den Vereinigten Staaten im Rahmen des Musikfestivals. Im Folgejahr wurde das Festival am 17. August veranstaltet. Neben Auftritten von Joji, Niki, den Higher Brothers und Dumbfoundead, welche allesamt bereits im Vorjahr auf dem Festival spielten, traten erstmals auch gestandene Künstler aus Südkorea auf, wie etwa iKON, Jackson Wang und DPR Live. Mehrere Medien wurden so auf das Festival aufmerksam und betitelten es als die „asiatische Version des Coachella“.
Aufgrund der COVID-19-Pandemie in den Vereinigten Staaten fand im Jahr 2020 kein Festival statt. Ursprünglich war die Austragung eines Festivals in Jakarta, der Hauptstadt Indonesiens  mit Auftritten von DAY6 und Chung Ha geplant, letztendlich aber abgesagt. Stattdessen veranstaltete 88rising ein kostenfreies Onlinekonzert um Spenden für Kampagnen zur Bekämpfung des wachsenden Rassismus gegenüber der asiatischen Minderheit in den Vereinigten Staaten im Zusammenhang mit der COVID-19-Pandemie zu sammeln.
Für das Jahr 2021 kündigte Veranstalter 88rising an, wieder ein Live-Event auszutragen. Die dritte Ausgabe des Festivals fand auf dem Gelände des Rose Bowl Stadiums statt und wurde von Goldenvoice, die das Coachella bewerben, organisiert. Im Rahmen des Festivals traten unter anderem The Linda Lindas, Saweetie, Beabadoobee, Umi, Japanese Breakfast und Seori auf. Im Jahr darauf fanden neben dem Festival in Pasadena, je ein Ableger in Jakarta, Indonesien und in Manila, Philippinen statt.
Im Mai 2023 fand das Head in the Clouds erstmals im Forest Hills Stadium in New York City statt. In Pasadena findet das Festival am 5. und 6. August gleichen Jahres statt. Im Juli 2023 wurde offiziell angekündigt, dass das Festival erstmals in Guangzhou, China ausgetragen wird. Das zweitägige Event wird am 23. und 24. September ausgetragen. Außerdem wurde ein Ableger des Festivals unter dem Namen 88 Degrees and Rising bestätigt, welches am 9. September in Jakarta, Indonesien veranstaltet wird.

## Line-Ups nach Jahr

### 2018
Das Festival fand auf einer Bühne statt. Aufgetreten sind: Anderson .Paak, Rich Brian, Joji, Murda Beatz, Keith Ape, Higher Brothers, Zion.T, Niki, Kohh, Laff Trax, Dumbfoundead, August 08, Young Pinch, Sen Morimoto, Don Krez und Diablo.

### 2019
| Head in the Clouds |                        |
| 88stage            | Double Happiness Stage |
| 88rising           | K?d                    |
| Joji               | Manila Killa           |
| Rich Brian         | Y2K                    |
| iKON               | Park Hye Jin           |
| Niki               | Josh Pan               |
| DPR Live           | Qiron                  |
| Higher Brothers    | Don Krez               |
| August 08          |                        |
| Dumbfoundead       |                        |
| Deb Never          |                        |
| ICINC              |                        |

### 2021
| Head in the Clouds      |                        |
| 88stage                 | Double Happiness Stage |
| 6. November             |                        |
| Rich Brian              | Japanese Breakfast     |
| Illenium                | Umi                    |
| CL                      | Stephanie Poetri       |
| Saweetie                | Elephante              |
| DPR Live & DPR Ian      | Rei Ami                |
| Lil Cherry & Gold Buuda | Audrey Nuna            |
| Atarashii Gakko!        | Ylona Garcia           |
| 7. November             |                        |
| Joji                    | Beabadoobee            |
| Niki                    | Guapdad 4000           |
| eaJ                     | Josh Pan               |
| Keshi                   | Seori                  |
| Feel Good Music         | Wallice                |
| Warren Hue              | The Linda Lindas       |
| Luna Li                 | Mỹ Anh                 |

### 2022
| Head in the Clouds Pasadena |                         |                         |
| 88stage                     | Double Happiness Stage  | Club Year of Dance Tent |
| 20. August                  |                         |                         |
| Keshi                       | Mxmtoon                 | Camgirl                 |
| Yebi Labs (Joji DJ Set)     | Yeek                    | Hu Dat                  |
| Jay Park                    | Audrey Nuna & Deb Never | B                       |
| Kinjaz                      | Thuy                    |                         |
| Chungha                     | boylife                 |                         |
| Dabin                       | Shotta Spence           |                         |
| Milli                       | 1nonly                  |                         |
| Hojean                      | DJ Triple XL            |                         |
| 21. August                  |                         |                         |
| Jackson Wang                | Teriyaki Boyz           | Vanessa Michaels        |
| Rich Brian                  | Raveena                 | JackJack                |
| eaJ                         | Lastlings               |                         |
| Bibi                        | Dumbfoundead            |                         |
| Warren Hue & Chasu          | Stephanie Poetri        |                         |
| Atarashii Gakko!            | No Rome                 |                         |
| Ylona Garcia                | DJ Co 1                 |                         |

| Head in the Clouds |                   |
| Manila             | Jakarta           |
| Joji               | Niki              |
| Jackson Wang       | Rich Brian        |
| Niki               | Joji              |
| Rich Brian         | Jackson Wang      |
| eaJ                | (G)I-dle          |
| (G)I-dle           | eaJ               |
| Yoasobi            | Yoasobi           |
| Kaskade            | Zedd              |
| Adawa              | Bibi              |
| Bibi               | Spence Lee        |
| Atarashii Gakko!   | Atarashii Gakko!  |
| Elephante          | Elephante         |
| Milli              | Milli             |
| Spence Lee         | Veegee            |
| Stephanie Poetri   | Stephanie Poetri  |
| Manila Grey        | Voice of Baceprot |
| Warren Hue         | Warren Hue        |
| Guapdad 4000       | Yanqi Zhang       |
| Ylona Garcia       | Ylona Garcia      |
| Akini Jing         |                   |
| Jinxzhou           |                   |
| Zack Tabudio       |                   |

### 2023
| Head in the Clouds New York City |                        |
| 88stage                          | Double Happiness Stage |
| 20. Mai                          |                        |
| Fifi Zhang                       | Paravi                 |
| Akini Jing                       | Spence Lee             |
| Warren Hue                       | Dumbfoundead           |
| Milli                            | Hojean                 |
| Beabadoobee                      | Isoxo                  |
| Itzy                             | Raveena                |
| Rich Brian                       |                        |
| 21. Mai                          |                        |
| Løren                            | Wolftyla               |
| Masiwei                          | Veegee                 |
| Dabin                            | P-Lo                   |
| XG                               | Atarashii Gakko!       |
| DPR Live & DPR Ian               | Yeek                   |
| Niki                             | Knock2                 |

| Head in the Clouds Pasadena                       |                        |                           |
| 88stage                                           | Double Happiness Stage | Eternal Energy Dance Tent |
| 05. August                                        |                        |                           |
| DPR Live & DPR Ian                                | Akini Jing             | Autograf                  |
| Warren Hue                                        | Keith Ape              | B                         |
| Rich Brian                                        | dhruv                  | Hu Dat                    |
| Masiwei                                           | Spence Lee             | Josh Pan                  |
| Milli                                             | Stephanie Poetri       | Tokimonsta                |
| Rina Sawayama                                     | DJ Triple XL           |                           |
| Jackson Wang                                      | Phum Viphurit          |                           |
| Zedd                                              | Fifi Zhang             |                           |
| 06. August                                        |                        |                           |
| Atarashii Gakko!                                  | DJ E-Man               | Beauz                     |
| Yerin Baek                                        | Eyedress               | Mr. Carmack               |
| Løren                                             | Grentperez             | Jackjack                  |
| Niki                                              | Lyn Lapid              | Sosupersam                |
| XG                                                | SION                   |                           |
| Yoasobi                                           | Voice of Baceprot      |                           |
| Zion.T                                            | Zior Park              |                           |
| Tiger JK & Yoonmirae, Masiwei, Knowknow, Josh Pan |                        |                           |